# Astragalus heterodontus
Astragalus heterodontus es una especie de planta del género Astragalus, de la familia de las leguminosas, orden Fabales.

## Distribución
Astragalus heterodontus se distribuye por Tayikistán, China y Tíbet.

## Taxonomía
Fue descrita científicamente por Boriss. Fue publicada en Trudy Tadzhikistansk. Bazy 2: 161 (1936).